# 박성호의 사육의 이십사
《박성호의 사육의 이십사》는 매주 토요일, 일요일 오후 4시 6분부터 6시까지 방송했던 TBS FM(FM 95.1㎒)의 오락 전문 라디오 프로그램이다. 2022년 3월 27일 자로 2년만에 폐지되었다.

## 방송 시간
| 방송 채널 | 프로그램               | 방송 기간                         | 방송 시간                                    |
| --------- | ---------------------- | --------------------------------- | -------------------------------------------- |
| TBS FM    | 박성호의 사육의 이십사 | 2020년 12월 5일 ~ 2021년 7월 4일  | 매주 토요일 ~ 일요일 오후 4시 6분 ~ 저녁 6시 |
| TBS FM    | 박성호의 사육의 이십사 | 2021년 7월 10일 ~ 2022년 3월 27일 | 매주 토요일 ~ 일요일 오후 4시 ~ 저녁 6시     |

## 진행자
- 박성호

## 같이 보기
- TBS FM